# Televio (telewizja internetowa)
Televio – polska, legalna telewizja internetowa OTT, założona w październiku 2021 roku. Za usługę odpowiada polska firma Horyzont Media Sp. z o.o.
W ofercie platformy znajdują się kanały od zewnętrznych nadawców i partnerów, m.in. TVN Warner Bros. Discovery, Eleven Sports,  SPI International Polska, Fox Networks Group. Serwis dostępny jest w Polsce i w całej Unii Europejskiej. Opiera się na miesięcznej subskrypcji, oferując bezpośredni dostęp do kanałów telewizyjnych za zryczałtowaną opłatą. Funkcjonuje przez przeglądarkę internetową i na dedykowanych urządzeniach, m.in. na Smart TV, Smartfonach, tabletach, komputerach i odtwarzaczach multimedialnych. 

## Oferta telewizyjna
Televio to usługa OTT, która dostarcza treści telewizyjne i radiowe bezpośrednio do odbiorców przez internet od dowolnego dostawcy. 
W ofercie Televio znajdują się stacje telewizyjne pochodzące od zewnętrznych nadawców,  udostępnione na podstawie udzielonych licencji. Kanały zawarte są w pakietach podstawowych i tematycznych. 
Platforma udostępnia ponad 110 kanałów, m.in. stacje ogólnotematyczne (np. TVP1, TVN, Polsat), filmowe (np. FilmBox Premium, FOX, AXN), dziecięce (np. Disney Channel, CBeebies), popularnonaukowe (np. BBC Earth, National Geographic) lub sportowe (np. Eleven Sports, SportowaTV).
W ofercie znajduje się również 19 polskich stacji radiowych, w tym RMF FM, wszystkie programy Polskiego Radia, Radio Zet czy TOK FM. 

## Pakiety
Televio oferuje możliwość subskrypcji jednego z trzech podstawowych pakietów (BASIC, FAMILY, PREMIUM), które różnią się ilością dostępnych kanałów. We wszystkich można znaleźć ogólnotematyczne polskie stacje telewizyjne i radiowe. 
W ofercie uwzględniono także pakiety dodatkowe, które skupiają kanały o jednej tematyce.
- RELAX – zestaw kanałów erotycznych (np. EROX i Brazzers)[7].
- INFO – zestaw kanałów informacyjnych (np. TVN24 i News24)[8].

## Technologia
Televio korzysta z technologii OTT (over-the-top), która pozwala dostarczać treści telewizyjne za pomocą połączenia internetowego. Przepływ danych odbywa się w otwartej sieci internetowej. Sygnał może być więc dostarczany przy użyciu dowolnego typu łącza.
Telewizja OTT charakteryzuje się uniwersalnością, ponieważ może być odbierana na wszystkich urządzeniach, które pozwalają na korzystanie z internetu.  Dodatkowo można jej używać w Polsce i w całej Unii Europejskiej.
Jakość obrazu zależna jest od prędkości połączenia internetowego. Do odtwarzania w jakości Full HD wystarczy szybkość transmisji 7,00 Mbit/s.

## Funkcje serwisowe
Podobnie jak to wygląda w przypadku platform streamingowych, telewizja internetowa pozwala na korzystanie z dodatkowych funkcji, jak na przykład zatrzymywanie i przewijanie transmisji na żywo. Widzowie mogą więc oglądać audycje w innym czasie niż ten ustalony w ramówce, na przykład cofając wybrane programy lub nagrywając je na później. W Televio na własne nagrania przeznaczono do 120 godzin.
Wśród dodatkowych funkcji, które udostępnia telewizja internetowa Telvio, są m.in.:
- Pauzowanie – Platforma pozwala wstrzymywać i wznawiać większość transmisji na żywo.
- Oglądanie audycji do 7 dni wstecz – Oglądanie z przesunięciem czasowym. Na większości kanałów widzowie mogą przewijać audycję wstecz. Pozwala to na odtwarzanie programów w późniejszym czasie niż czas emisji.
- Nagrywanie – Usługa cyfrowego magnetowidu, która pozwala zapisywać programy i przechowywać je do 6 miesięcy.
- EPG – Elektroniczny przewodnik po programach, który umożliwia sprawdzanie aktualnego programu telewizyjnego bezpośrednio w aplikacji.
- Narzędzie wyszukiwania – Narzędzie pozwala wyszukiwać kanały telewizyjne i konkretne audycje jak filmy i programy.
- Profile użytkowników – Platforma pozwala na korzystanie z 5 profili użytkowników, które przypisane są do jednego konta[13].

## Obsługa urządzeń
Platforma Televio jest dostępna za pośrednictwem przeglądarek internetowych oraz w formie aplikacji na urządzeniach podłączanych do internetu jak telewizory Smart TV, telefony, tablety, czy komputery. 
Smart TV – Telewizory z systemem operacyjnym Android TV (np. Sony, Philips), Samsung Smart TV, LG Smart TV.
Dekodery – Media Box Q z system Android TV 10, Apple TV, dekodery z certyfikacją Android TV, odtwarzacze multimedialne Amazon Fire TV.
Urządzenia mobilne – Telefony i tablety z systemem Android i iOS, a także Apple Watch.
Komputery i laptopy – przeglądarki internetowe na systemach Windows, MacOS i Linux, m.in. Google Chrome, Firefox, Apple Safari czy Microsoft Edge.
Serwis posiada wsparcie dla odtwarzaczy multimedialnych, które wykorzystują technologię umożliwiającą strumieniową transmisję treści, np. Chromecast, AirPlay, Fire TV.